# Zum Guten Hirten (Naunhof)

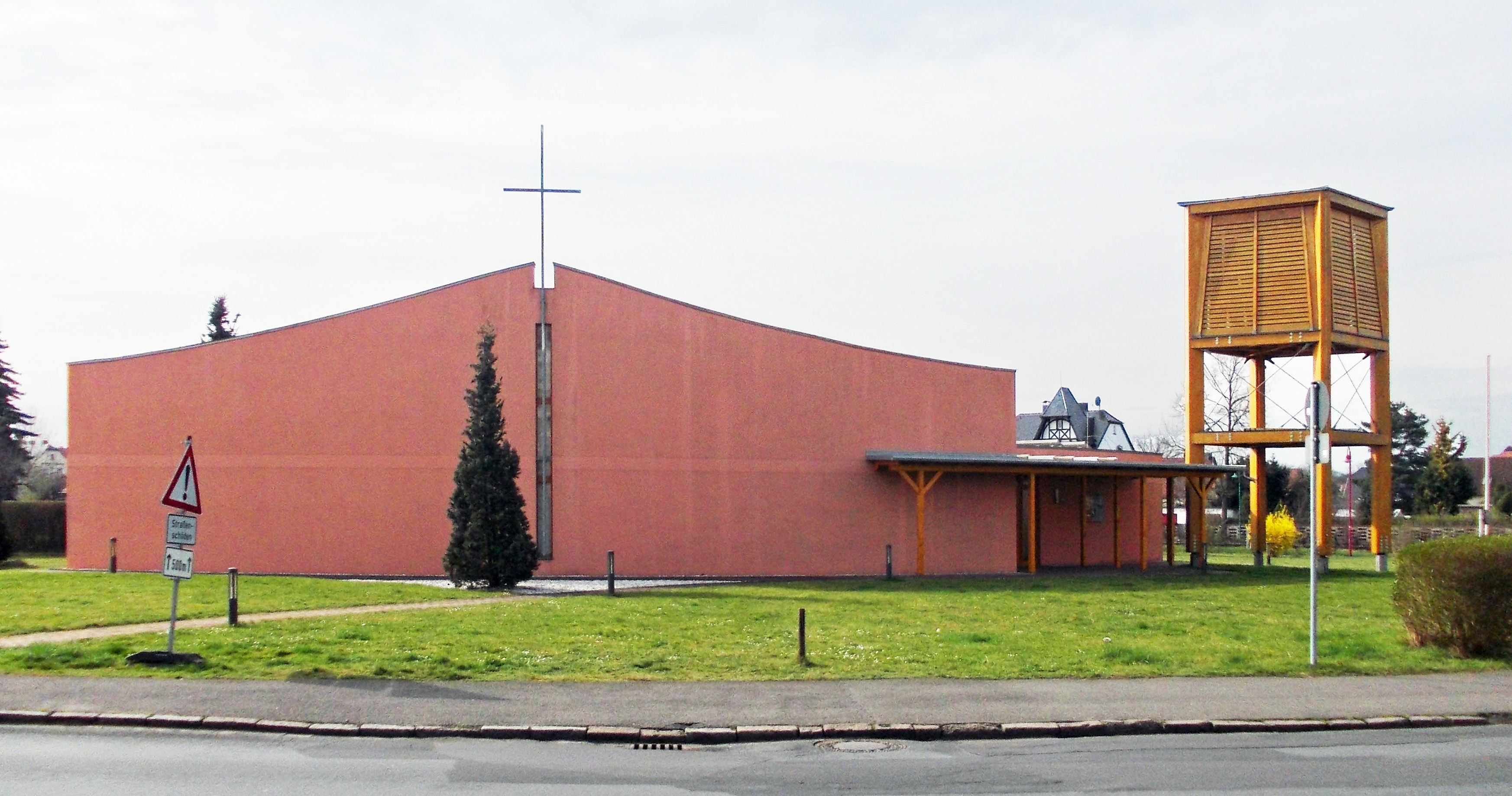
Zum Guten Hirten von Nordosten (2014)

Zum Guten Hirten ist der Name der römisch-katholischen Kirche in Naunhof in Sachsen. Sie ist eine Kirche im katholischen Dekanat Leipzig. Ihre Adresse lautet Großsteinberger Straße 2, 04683 Naunhof.

## Geschichte
Nach der Reformation lebten erst im 19. Jahrhundert in Naunhof und Umgebung nur vereinzelte katholische Christen, die von Grimma aus betreut wurden. Erst nach dem Zweiten Weltkrieg stieg ihre Zahl durch Flucht und Vertreibung aus den Ostgebieten. Im Jahr 1946 wurde die Lokalkaplanei Beucha/Naunhof gegründet, die 1960 zur eigenständigen Pfarrei „St. Ludwig“ Beucha/Naunhof wurde. Gottesdienste fanden in der evangelischen Stadtkirche Naunhof und ab 1953 in der Friedhofskirche statt.
Nach 1990 kamen mehrere katholische Familien nach Naunhof, und da der Mietvertrag für die Friedhofskirche endete, wurde der Neubau einer Kirche beschlossen. Der Architekt für den Neubau war der Dresdner Gerd Bürger. Am 17. November 2001 erfolgte der erste Spatenstich für die Kirche, die bereits am 26. Mai 2002 durch Joachim Reinelt, Bischof von Dresden-Meißen 1988–2012, geweiht wurde.
Im Zuge von Strukturreformen wurde 2002 die Kirchgemeinde Beucha/Naunhof mit Grimma zu „St. Trinitatis Grimma“ und diese 2019 mit „Herz Jesu Wurzen“ zur Pfarrei „St. Franziskus Wurzen“ vereint.

## Beschreibung
Von der im Bogen verlaufenden Straße aus fällt zunächst eine rote, leicht gebogene, zur Mitte ansteigende Wand ins Auge, die mittig durch ein schmales Fenster geteilt wird und über dem ein schlichtes Kreuz thront. Hinter dieser Hauptfront erstreckt sich der Kirchenraum als Halbkreis mit einem Radius von etwa zehn Metern. Die Decke der Raumes, die kräftiges Gebälk zeigt, steigt zu der Frontwand hin an. Beleuchtet wird der Raum durch seitliche Fenster und einen Lichtspalt unter dem Deckenansatz.
Die Bänke stehen im Halbkreis um den schlichten Altartisch, der sich vor dem Mittelfenster der Frontwand befindet. Dieses ist mit Marmorglas in einem Braunton gestaltet. Vor den Marmorglasscheiben schwebt mit erhobenen Armen Christus, der Auferstandene, eine Skulptur aus Lindenholz des bayerischen Künstlers Andreas Kuhnlein (* 1953). Die Schuke-Orgel stammt aus dem Jahr 1987 und hat acht Register.
Im Westen schließen sich an den Hauptbau Funktionsräume an. Neben ihnen steht ein hölzerner Glockenturm, der drei 2003 in der Kunst- und Glockengießerei Lauchhammer gegossene Glocken enthält. Sie sind mit h’, d”, und e” auf das Geläut der Stadtkirche Naunhof abgestimmt.